# Ibèric FC Breda
L'Ibèric Esportiu (o Ibèric FC o FC Ibèrich Deportiu) fou un club de futbol creat a Breda l'any 1912. Va ser el primer club de futbol de la vila i hi jugàven, entre d'altres, cinc nois de la família Saurí, tres de la Callís i dos de la família Argemí. Hi havia arribat a jugar també Josep Aragay, en Josep Oriol i un noi que li deien Regiro. També hi ha constància que el jugador i fundador del FC Barcelona, Josep Llobet, que passava els estius a Breda, hi havia jugat algun partit com a reforç de l'equip.
L'equip jugava els seus partits en un camp de futbol situat als afores del municipi, prop de la masia de Cal Ferreric, inaugurat a l'estiu de 1914. Va coincidir a Breda amb un altre equip, creat uns anys més tard, que es deia Olímpic FC.

## Temporada 1914-15

### Partits amistosos
| Data                   |   |                         |   |                         |   | Gols | Camp      | Notes |
| ---------------------- | - | ----------------------- | - | ----------------------- | - | ---- | --------- | ----- |
| 20 de setembre de 1914 |   | Group Sport (Hostalric) | - | Ibèric Esportiu (Breda) | - |      | Hostalric | [ 3 ] |
| 27 de desembre de 1914 | - | Group Sport (Hostalric) | - | Ibèric Esportiu (Breda) | - |      | Hostalric | [ 4 ] |

## Temporada 1915-16

### Tornejos
| Copa Patria 1915 (Cassà de la Selva) |   |                               |   |                            |   |                   |                                |
| Data                                 |   |                               |   |                            |   | Camp              | Notes                          |
| 8 d'agost de 1915                    | 1 | FC Patria (Cassà de la Selva) | - | FC Ibèric Deportiu (Breda) | 9 | Cassà de la Selva | Tercer partit de la Competició |
| 23 de setembre de 1915               |   | FC Ibèric Deportiu (Breda)    | - | Strong FC (Girona)         |   | Cassà de la Selva | Final Torneig Copa Pàtria      |

### Partits amistosos
| Data                |   |                         |   |                         |   | Gols | Camp      | Notes |
| ------------------- | - | ----------------------- | - | ----------------------- | - | ---- | --------- | ----- |
| 16 de gener de 1916 | - | Group Sport (Hostalric) | - | Ibèric Esportiu (Breda) | - |      | Hostalric | [ 7 ] |

## Tamporada 1916-17

### Partits amistosos
| Data               |   |                         |   |                         |   | Gols | Camp     | Notes           |
| ------------------ | - | ----------------------- | - | ----------------------- | - | ---- | -------- | --------------- |
| 25 de març de 1917 | 0 | FC Cardedeu             | - | Ibèric Esportiu (Breda) | 4 |      | Cardedeu | [ 8 ] [ 9 ]     |
| 22 d'abril de 1917 | - | Ibèric Esportiu (Breda) | - | Cardedeu FC             | - |      | Breda    | Guanya l'Ibèric |

## Temporada 1917-18

### Tornejos
| Copa ? 2017 (Hostalric) |   |        |   |                         |   |           |                                       |
| Data                    |   |        |   |                         |   | Camp      | Notes                                 |
| 28 d'octubre de 1917    | - | Blanes | - | Ibèric Esportiu (Breda) | - | Hostalric | L'Ibèric no es va presentar al partit |

| Copa Bosch 1918 (Arbúcies) |   |                         |   |                             |   |          |           |
| Data                       |   |                         |   |                             |   | Camp     | Notes     |
| 3 de febrer de 1918        | 6 | Ibèric Esportiu (Breda) | - | FC Constancia (Sant Celoni) | 2 | Arbúcies | Semifinal |
| 3 de febrer de 1918        | 3 | Group Sport (Hostalric) | - | Sant Celoni FC              | 2 | Arbúcies | Semifinal |
| 19 de febrer de 1918       |   | Ibèric Esportiu (Breda) | - | Group Sport (Hostalric)     |   | Arbúcies | Final     |

### Partits amistosos
| Data               |   |                         |   |                             |   | Gols   | Camp  | Notes  |
| ------------------ | - | ----------------------- | - | --------------------------- | - | ------ | ----- | ------ |
| 31 de març de 1918 | - | Granollers (3r equip)   | - | Ibèric Esportiu (Breda)     | - |        |       | [ 15 ] |
| juny de 2018       | 4 | Ibèric Esportiu (Breda) | - | FC Constancia (Sant Celoni) | 0 | Saurí, | Breda | [ 16 ] |

## Temporada 1923-24
| Data                   |   |                         |   |                           |   | Gols | Camp            | Notes  |
| ---------------------- | - | ----------------------- | - | ------------------------- | - | ---- | --------------- | ------ |
| 29 de juny de 1923     | 2 | Ibèric Esportiu (Breda) | - | Granollers (els "Ràpids") | 3 |      | Breda           | [ 17 ] |
| 1 de juliol de 1923    | 0 | Ibèric Esportiu (Breda) | - | Granollers (els "Ràpids") | 1 |      | Breda           | [ 17 ] |
| 16 de desembre de 1923 | 1 | FC Santpolenc           | - | Ibèric Esportiu (Breda)   | 0 |      | Sant Pol de Mar |        |

## Temporada 1924-25

### Categoria infantil
| Data               |   |                         |                         |   | Camp      | Notes  |
| ------------------ | - | ----------------------- | ----------------------- | - | --------- | ------ |
| 23 d'agost de 1924 | 4 | Group Sport (Hostalric) | Ibèric Deportiu (Breda) | 0 | Hostalric | [ 18 ] |